# 珍珠
珍珠，或稱真珠，是软体动物（例如牡蛎）產物，硬而圆滑。一般用於首飾、珍宝行业。

## 物理性質
珍珠的特有的光泽是光在这些透明的真珠质层上反射和衍射造成的，珍珠质层越薄越多，光泽就越漂亮。一些珍珠的荧光是由不同真珠层对入射光不断的折射所形成的。一般的珍珠是白色的，有时有米黄色或粉色的光泽，也有些珍珠带有黄色、绿色、蓝色、棕色或黑色的颜色。黑珍珠因其稀有而价值不菲。

## 珍珠的形成
珍珠主要是一些瓣鳃纲软体动物的产物。这些动物特定的上皮细胞会分泌碳酸钙，主要是由贝壳硬蛋白粘合在一起的文石和方解石。这种混合被称为珍珠母。珍珠的成因有：套膜或甲壳的受伤，这时珍珠会作为伤口缝合分泌到伤口处。而人工珍珠注入的是由一层外来上皮包绕的真珠质核。这些动物分泌的珍珠形成有数月到数年不等。大颗粒的珍珠形成对于该动物来说很可能是致命的。
除使用珍珠蛤外，还有使用其他貝殼內有珠母層的軟體動物物種來生产珍珠的方法，例如：部分鲍、螺之類的腹足綱物種都可以。

## 历史
珍珠，又名真珠、蚌珠，梵文为「muktā」。

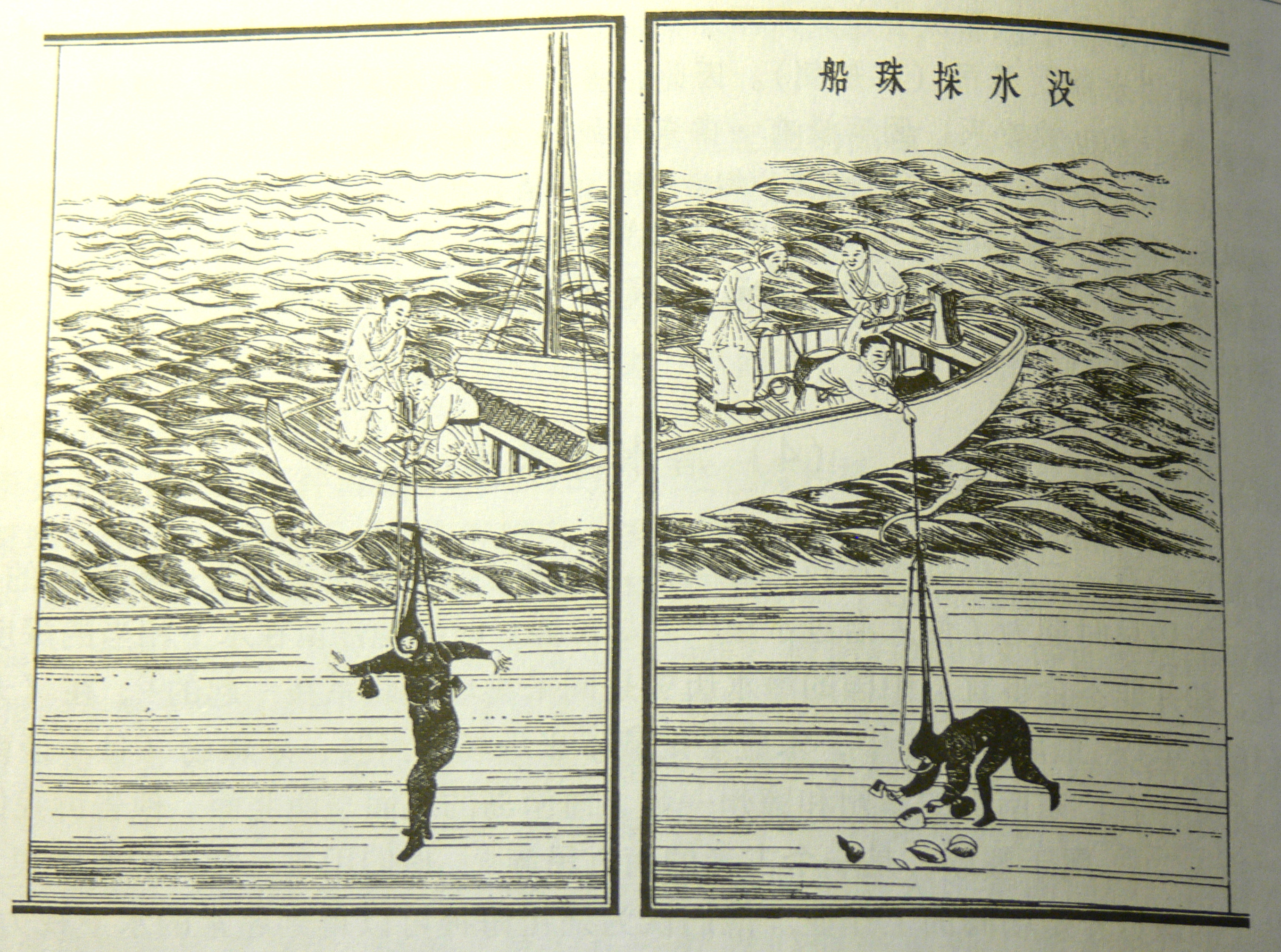
《天工开物》没水采珠船

汉代，广西廉州合浦的采珠业相当发达：“郡不出穀实，而海出珠宝，与交趾比境，常通商贩，贸易来粮食。”万震《南州异物志》记载：
合浦民，善游采珠，几年十余岁便教入水。官禁民采珠，巧盗者，蹲水底，刮蚌得好珠，吞而出

广西廉州合浦珍珠到唐代、成为贡品：唐代典籍有合浦采珍珠充贡的记录。唐劉恂著《嶺表錄異·池珠》：
廉州邊海中有洲島，島上有大池，谓之珠池。每年刺史修贡，自监珠户入池采以充贡
唐代贡品级的大真珠，称为“上清珠”，来自西域，罽宾国王曾献给唐玄宗一颗“光照一室”的上清珠

在科技不發達的古代，采珠是極危險的工作，明清两代充当采珠劳动力主要是蜑民。《水东日记》卷五载：
盖蜑丁皆居海艇中采珠，以大舶环池，以石悬大垣，别以小绳系诸疍腰，没水取珠。气迫则撼绳，绳动，舶人觉，乃绞取，人缘大上……闻永乐初，尚没水取，多葬鲨鱼腹…

《采珠歌》描写珠民的生活：“江浦茫茫月影孤，一舟才过一舟呼，舟舟过去何舟得，采得珠来泪已枯。”周去非在《岭外代答》记：
合浦产珠之地，名日断望池。在海中孤岛下，去岸数十里，池深不十丈，蜑人没而得蚌，剖而得珠。取蚌，以升绳系竹篮，携之以没。既拾蚌于篮，则振绳，令舟人没取之。没者，亟浮就舟，不幸遇恶鱼，一缕之血浮于水面，舟人句哭，知其已葬鱼腹也。亦有望恶鱼而急浮，至伤股断臂者。海中恶鱼，莫如刺纱，谓之鱼虎，蜑所忌也
嘉靖八年，两广巡抚林富上书说：“五年采珠之役，死者五十余人，而得珠仅八十两。天下谓以人易珠，今日恐以人易珠亦不可得。”
中国南海热带地区的珍珠蛤生命周期较长，能生成较大而完美的珍珠，是中世纪主要的珍珠产地。黑龙江中的淡水蛤也能生成珍珠，但颜色不透明，纯白色，产量很少，在清朝时作为稀有的贡品，称为“东珠”，只有皇家成员才能佩带东珠饰品。

## 養殖
中国是历史上最早进行珍珠人工养殖的国家，在宋代就已经开始了珍珠的人工养殖。但是规模不大，世界上大规模进行人工养殖珍珠的是日本。日本的珍珠养殖发展相当迅速，中国从日本引进了几个好的珍珠养殖品种。从此中国的珍珠养殖业也快速发展。

### 淡水珍珠養殖
1990年代中，日本人发明了一种使用淡水蛤生产珍珠的方式，这种方式现在在中国和在斐济采用。淡水珍珠擁有特有的彩虹般的颜色。

## 用途

### 珠寶
珍珠的价值主要由它的光泽、颜色、大小、有无表面的缺陷和形状来决定。其中光泽最为重要。大的圆满的珍珠比较罕见，一般被用在戒指上，水滴状的一般用在悬挂物上，不规则的常用在项链中。

### 藥品
一般多數國家是將列入其國家藥典的物質列入藥品管制，比如台灣有對屬於中藥用物質的進出口檢驗或進口藥商登記等資格要求，及針對生產，加工等需有相關藥品生產製造相關設備、具備相關證照人員、證書等。比如說台灣曾經發生的珍珠磨粉是否須為GMP中藥生產製造廠登記相關爭議。但這又衍生出同時也有非中藥用珍珠的輸入不受相關中藥標準管制，但可能移作中藥珍珠使用的問題。比如說台灣對珍珠的進出口稅則可分為:
- 05100033004 中藥用珍珠 Pearls for medical use
- 05100034003 中藥用珍珠碎或珍珠末 Pearls crushed or powder for medical use
- 71011000002 天然珍珠，不論已否加工	Natural pearls, whether or not worked
- 71012100009 養珠，未加工者	Cultured pearls, unworked
- 71012200008 養珠，已加工者	Cultured pearls, worked,
- 71161010003 天然珍珠或養珠製品，實驗室、化學或工業用品	Articles of natural or cultured pearls, for laboratory, chemical or industrial use
- 71161090006 其他天然珍珠或養珠製品	Articles of other natural or cultured pearls
- 96019051004 已加工之珠母貝材料	Mother of pearl materials, worked
- 96019052003 珠母貝製品	Articles of mother of pearl.[10]

#### 古代本草
中醫裡珍珠粉有漫長用歷史可追溯至兩千年前，三国时的医书《名医别录》、梁代的《本草经集》、唐代的《海药本草》、宋代的《开宝本草》、明代的《本草纲目》、清代的《雷公药性赋》等19种医药古籍，都对珍珠的疗效有明确的记载。
多數記載為治目肤翳、止泄等作用，明代李时珍更加重视珍珠的药理作用，认为珍珠的药效在美肤美白，因而在《本草纲目》中特别写道：珍珠味鹹甘寒无毒，镇心点目；珍珠涂面，令人润泽好颜色。涂手足，去皮肤逆胪；坠痰，除面斑，止泻；除小儿惊热，安魂魄；止遗精白浊，解痘疗毒令光泽洁白等。

#### 中國藥典2010年版
《中华人民共和国药典》及《中药大辞典》均指明珍珠粉具有安神定惊、明目去翳、解毒生肌等功效。然而近年因珍珠粉奇貨可居有不少廠家用廉價數十倍的貝殼粉冒充，兩者肉眼難以辨別但成分藥效不完全相同。
- 中國藥典所提及的珍珠以來自珍珠贝科动物马氏珍珠贝Pteria martensii(Dunker)、蚌科动物三角帆蚌Hyriopsis cumingii(Lea)或褶纹冠蚌Cristaria plicata(Leach)等双壳类动物受刺激形成的為主。
- 药典的“珍珠母”指的是上述已列明物種的贝壳，成份是贝壳碳酸钙和珍珠原料珍珠母的混合物。

珍珠及珍珠粉大致辨識方法為"本品磨片具同心层纹。及本品置紫外光灯(365nm)下观察，显浅蓝紫色或亮黄绿色荧光"。

#### 韓國草藥藥典
- 珍珠:이 약은 진주조개 Pinctada fucada martensii (Dunker) 또는 그 근연동물(진주조개과 Pteridae), 삼각범방(三角帆蚌) Hyriopsis cumingii (Lea) 또는

대칭이 Cristaria plicata (Leach) (석패과 Unionidae)가 자극을 받아 생성한 구슬(진주)이다.

#### 台灣中藥典第三版
並未收錄珍珠相關成分。

#### 香港中藥材標準
並未收錄珍珠相關成分

#### 第十七改正日本薬局方
並未收錄珍珠相關成分。

### 保健食品
如列入國家藥典中的藥材有其他用途時，一般是由管理藥典的權責單位另行公布也同時可供其他方式使用的清單。例如台灣中醫藥司發布的可同時提供食品使用之中藥材。及中國食品藥品監督管理局發布的既是食品又是药品的物品名单以及可用于保健食品的物品名单。目前珍珠於中國屬於可用於保健食品的物品。但目前中國禁止來自日本10都縣的所有食品與飼料。並對其他都縣的食品等進行管制，水產品需要前述證書外，還須加註途經的水域，但未對非食用物品進行管制。

### 食品

#### 台灣
目前珍珠有列於可供食品使用原料中，且珍珠有相關食品廣告違規紀錄，不能使用相關涉及醫療效能的語句進行食品宣傳。而未有中藥廣告違規紀錄。福島第一核電廠事故後，台灣有禁止來自日本5都縣的食品輸入，其他都縣的生鮮及冷凍水產品輸入時則需通過輻射檢驗，但並未管制非食用產品。

## 主要产地
- 中国浙江诸暨：诸暨的淡水珍珠产量占全世界的淡水珍珠产量的85%以上。
- 法屬波里尼西亞大溪地：出产世界闻名的大溪地黑珍珠。
- 日本：阿古屋（现在的阿久比町）海水珠的主要产地。
- 澳大利亚：南洋珠的主要产地。
- 大埔吐露港：古稱「大步海」，曾是珍珠的的主要产地。[30]

## 圖集

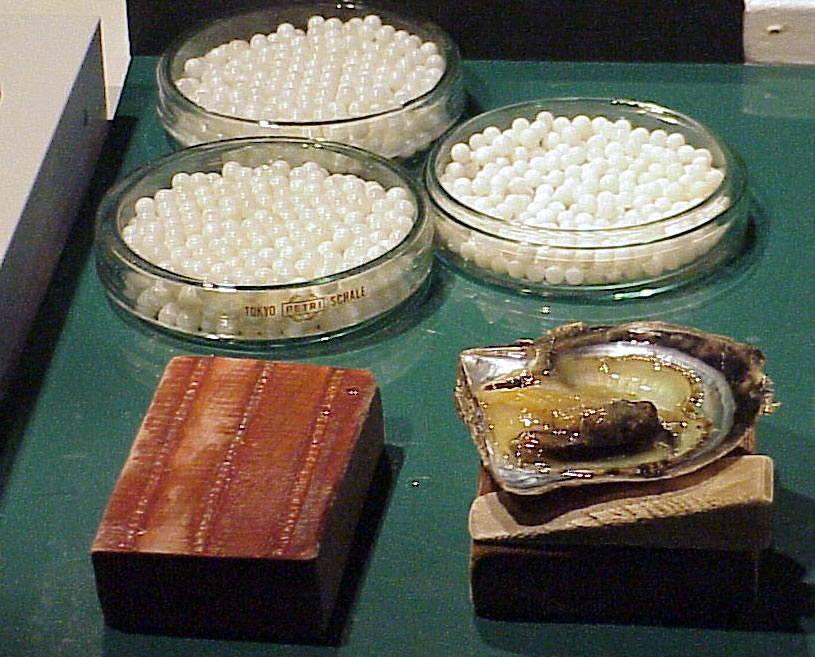
日本鳥羽市珍珠島所產的珍珠
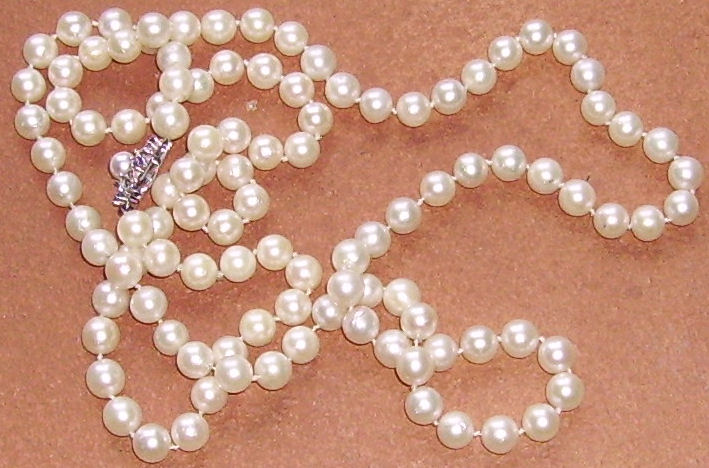
珍珠項鍊
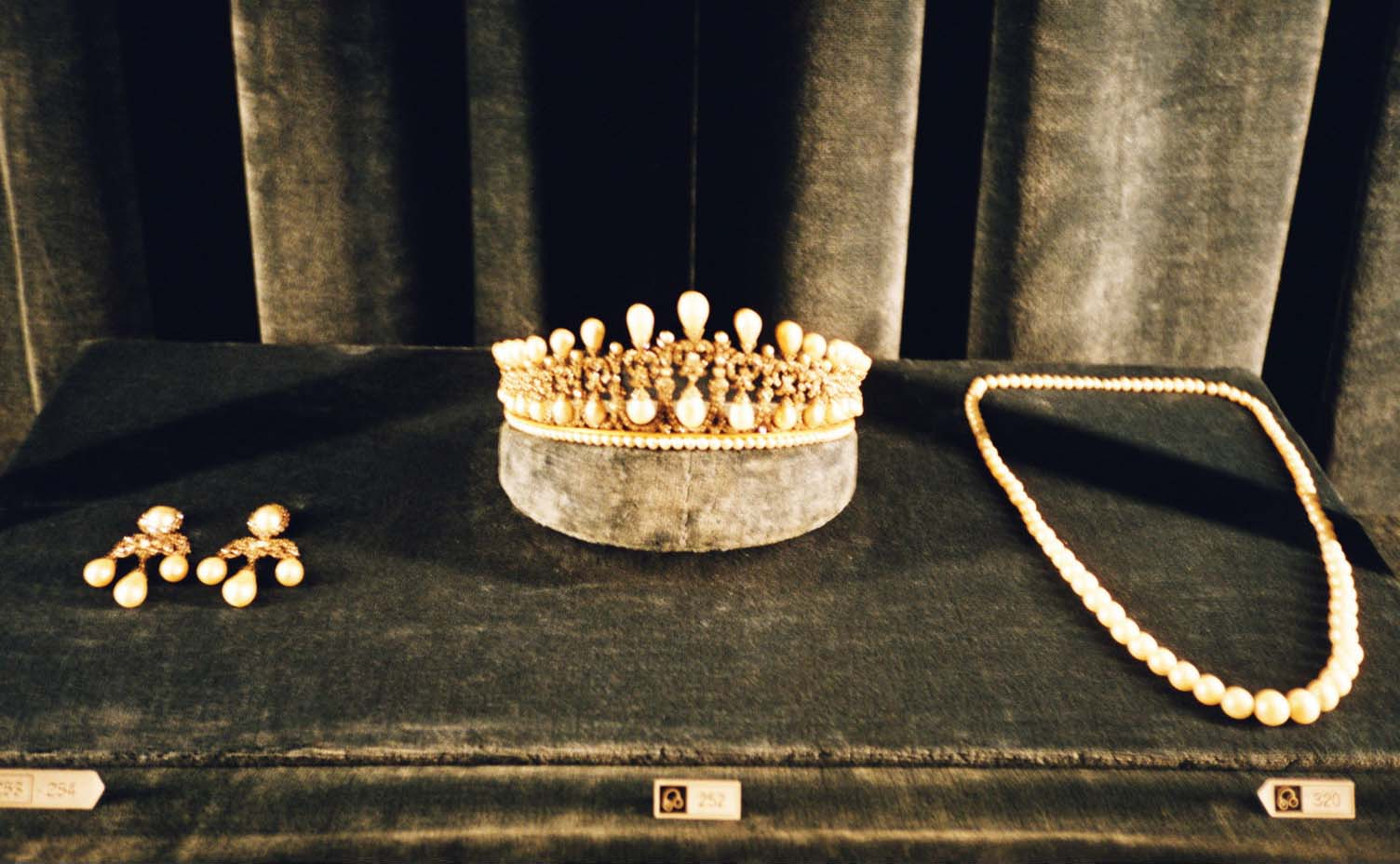
巴伐利亞王后的珍珠首飾
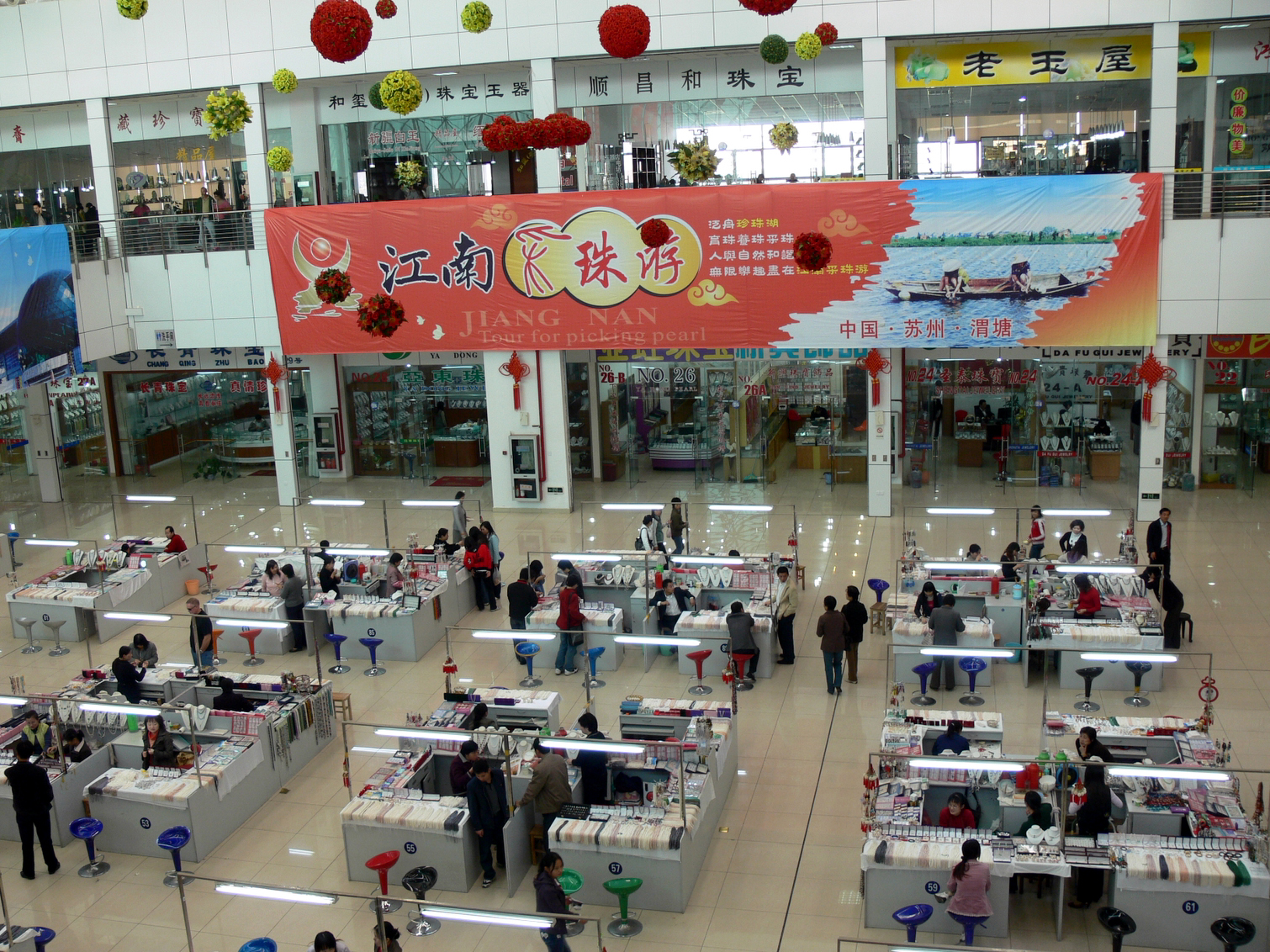
苏州渭塘镇中国珍珠城
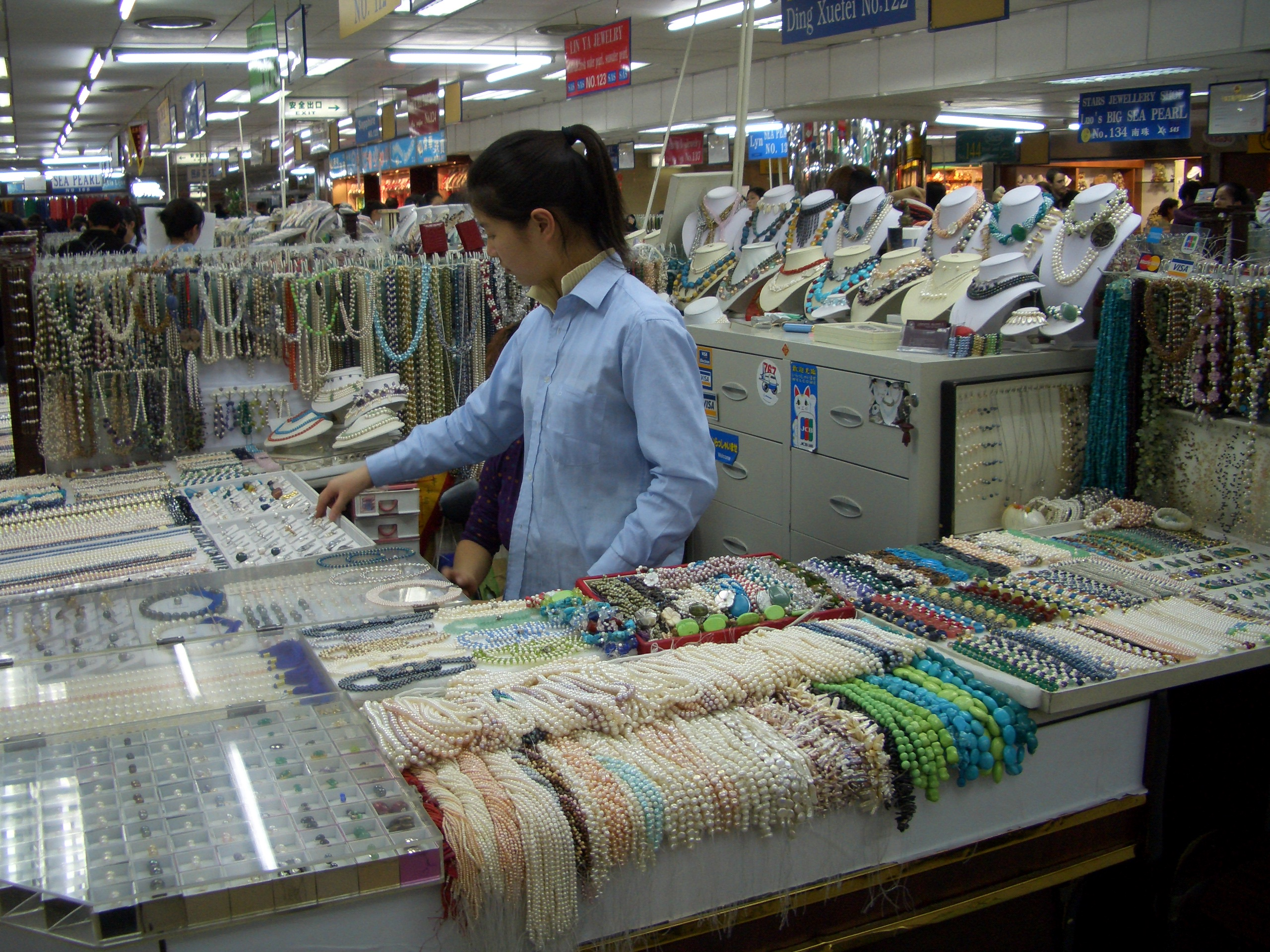
珍珠市場，北京